# Torneo Maurice Revello de 2025
El Torneo Maurice Revello 2025 (en francés: 51ème Festival International "Espoirs" – Tournoi Maurice Revello) fue la 51.ª edición de este torneo de fútbol de selecciones juveniles que se disputa en Francia.El campeón fue Francia, consiguiendo su 14to título.

## Sistema de juego
- Participaron 8 equipos divididos en 2 grupos.
- En cada grupo, los equipos se enfrentaron todos contra todos en partidos de 90 minutos divididos en dos tiempos de 45 minutos cada uno.
- Si el partido quedaba en empate, ambas selecciones recibieron un punto, y se definió por un punto extra en los penales, la selección victoriosa recibió otro punto, para un total de dos puntos.
- Los dos primeros avanzaron a la fase final, mientras que el resto se enfrentaron entre ellos para determinar su clasificación final.

## Equipos participantes
| Equipos participantes | Equipos participantes | Equipos participantes | Equipos participantes |
| --------------------- | --------------------- | --------------------- | --------------------- |
| Arabia Saudita        | Congo                 | Dinamarca             | Francia               |
| Japón                 | Malí                  | México                | Panamá                |

## Fase de grupos

### Grupo A
| Pos. | Equipo         | Pts. | PJ | G | E | P | GF | GC | Dif. | Clasificación                           |
| ---- | -------------- | ---- | -- | - | - | - | -- | -- | ---- | --------------------------------------- |
| 1    | Francia (H)    | 7    | 3  | 2 | 1 | 0 | 5  | 3  | +2   | Avanza a la fase final                  |
| 2    | Arabia Saudita | 4    | 3  | 1 | 1 | 1 | 5  | 5  | 0    | Avanza a la fase final                  |
| 3    | Malí           | 4    | 3  | 0 | 2 | 1 | 4  | 5  | −1   | Avanza al partido por el quinto puesto  |
| 4    | Panamá         | 3    | 3  | 1 | 0 | 2 | 4  | 5  | −1   | Avanza al partido por el séptimo puesto |

 Fuente: Maurice Revello Tournament
| 3 de junio de 2025 | Malí       | 1:2     | Panamá                   | Stade Parsemain, Fos-sur-mer |                      |
| 14:00 CEST         | Samaké 89' | Reporte | Herrera 21' · Cuello 46' | Árbitra: Ermis Çelaj         | Árbitra: Ermis Çelaj |

| 3 de junio de 2025 | Francia                 | 1:2     | Arabia Saudita | Stade Parsemain, Fos-sur-mer |                        |
| 17:30 CEST         | Ngoura 62' · Zidane 68' | Reporte | Radif 22'      | Árbitra: Yusuke Ohashi       | Árbitra: Yusuke Ohashi |

| 6 de junio de 2025 | Panamá       | 1:2     | Arabia Saudita            | Parc des Sports, Aviñón |                         |
| 14:00 CEST         | Castillo 43' | Reporte | Al-Othman 35' · Radif 58' | Árbitra: Emanuela Rusta | Árbitra: Emanuela Rusta |

| 6 de junio de 2025 | Francia                                             | 1:1 (4:5 p.)               | Malí                                             | Parc des Sports, Aviñón |                        |
| 17:30 CEST         | T. Gomis 38'                                        | Reporte                    | Diakité 17'                                      | Árbitra: Joseph Scerri  | Árbitra: Joseph Scerri |
|                    |                                                     | Tiros desde el punto penal |                                                  |                         |                        |
|                    | Ngoura · Tabibou · Benama · Bouabré · Baseya · Koné |                            | Sinaté · Tia · Niakaté · Barry · Koné · Doucouré |                         |                        |

| 9 de junio de 2025 | Arabia Saudita                                                       | 2:2 (5:6 p.)               | Malí                                                       | Stade de Lattre-de-Tassigny, Aubagne |                     |
| 14:00 CEST         | Al-Alaeli 15' · Radif 66'                                            | Reporte                    | Diakité 45+2' · Samaké 49'                                 | Árbitra: Sara Telek                  | Árbitra: Sara Telek |
|                    |                                                                      | Tiros desde el punto penal |                                                            |                                      |                     |
|                    | Al-Abdulwahed · Abdullah · Al-Ghamdi · Al-Asiri · Al-Omair · Al-Zaid |                            | Sinaté · F. Doumbia · Niakaté · Barry · Diakité · Soukouna |                                      |                     |

| 9 de junio de 2025 | Panamá      | 1:2     | Francia                 | Stade de Lattre-de-Tassigny, Aubagne |                        |
| 17:30 CEST         | Herrera 34' | Reporte | Ngoura 16' · Michal 36' | Árbitra: Yusuke Ohashi               | Árbitra: Yusuke Ohashi |

### Grupo B
| Pos. | Equipo    | Pts. | PJ | G | E | P | GF | GC | Dif. | Clasificación                           |
| ---- | --------- | ---- | -- | - | - | - | -- | -- | ---- | --------------------------------------- |
| 1    | Dinamarca | 8    | 3  | 2 | 1 | 0 | 8  | 3  | +5   | Avanza a la fase final                  |
| 2    | México    | 4    | 3  | 0 | 3 | 0 | 7  | 7  | 0    | Avanza a la fase final                  |
| 3    | Japón     | 4    | 3  | 1 | 1 | 1 | 3  | 4  | −1   | Avanza al partido por el quinto puesto  |
| 4    | Congo     | 2    | 3  | 0 | 1 | 2 | 3  | 7  | −4   | Avanza al partido por el séptimo puesto |

 Fuente: Maurice Revello Tournament
| 4 de junio de 2025 | Congo | 0:2     | Japón          | Stade Parsemain, Fos-sur-mer |                           |
| 14:00 CEST         |       | Reporte | Kanda 56', 58' | Árbitra: Khaled Al-Ahmari    | Árbitra: Khaled Al-Ahmari |

| 4 de junio de 2025 | México                                        | 3:3 (4:5 p.)               | Dinamarca                               | Stade Parsemain, Fos-sur-mer |                      |
| 17:30 CEST         | Virgen 45+2' · Uribe 83' · Jiménez 90+7'      | Reporte                    | Vester 11' · Rohd 69', 90+4'            | Árbitra: Ermis Çelaj         | Árbitra: Ermis Çelaj |
|                    |                                               | Tiros desde el punto penal |                                         |                              |                      |
|                    | Jurado · Carrillo · Jiménez · Padilla · Uribe |                            | Enggård · Nielsen · Beck · Opoku · Rohd |                              |                      |

| 7 de junio de 2025 | Japón                                              | 1:1 (3:4 p.)               | México                                         | Parc des Sports, Aviñón   |                           |
| 14:00 CEST         | Nishihara 32'                                      | Reporte                    | Camberos 71'                                   | Árbitra: Alexandra Collin | Árbitra: Alexandra Collin |
|                    |                                                    | Tiros desde el punto penal |                                                |                           |                           |
|                    | Michiwaki · Ozeki · Hiraga · Ishiwatari · Ichihara |                            | Padilla · Jurado · Virgen · Jiménez · Camberos |                           |                           |

| 7 de junio de 2025 | Dinamarca               | 2:0     | Congo | Parc des Sports, Aviñón   |                           |
| 17:30 CEST         | Enggård 27' · Obi 90+5' | Reporte |       | Árbitra: Khaled Al-Ahmari | Árbitra: Khaled Al-Ahmari |

| 10 de junio de 2025 | Dinamarca                              | 3:0     | Japón | Stade de Lattre-de-Tassigny, Aubagne |                           |
| 14:00 CEST          | Obi 5' · Nakamura 78' · Simmelhack 85' | Reporte |       | Árbitra: Alexandra Collin            | Árbitra: Alexandra Collin |

| 10 de junio de 2025 | México                                | 3:3 (3:5 p.)               | Congo                                                                     | Stade de Lattre-de-Tassigny, Aubagne |                        |
| 17:30 CEST          | Virgen 21' · Jiménez 30' · Moreno 61' | Reporte                    | Fougeu 25' · Nyindong Tsamouna 89' · Bemba 90+4'                          | Árbitra: Joseph Scerri               | Árbitra: Joseph Scerri |
|                     |                                       | Tiros desde el punto penal |                                                                           |                                      |                        |
|                     | Jiménez · Jurado · D. Ochoa · Rico    |                            | Mantsounga · Mazikou · Dziki Loussilaho · Nyindong Tsamouna · Tchicamboud |                                      |                        |

## Partidos de clasificación
Los equipos eliminados jugaron otro encuentro para determinar su clasificación final en la competencia.

### Séptimo puesto
| 13 de junio de 2025 | Panamá | 0:1     | Congo       | Stade Fernand-Fournier, Arlés |                        |
| 12:00 CEST          |        | Reporte | Le Bret 37' | Árbitra: Yusuke Ohashi        | Árbitra: Yusuke Ohashi |

### Quinto puesto
| 14 de junio de 2025 | Malí                                  | 3:2     | Japón                | Stade du Moulin, Noves    |                           |
| 17:00 CEST          | Sidibé 11' · Thiero 31' · Makalou 60' | Reporte | Mori 51' · Ishii 86' | Árbitra: Khaled Al-Ahmari | Árbitra: Khaled Al-Ahmari |

## Fase final
|  | Semifinales                     | Semifinales                     |   |                                 | Final                           | Final |  |
|  |                                 |                                 |   |                                 |                                 |       |  |
|  | 13 de junio - Salon-de-Provence |                                 |   |                                 |                                 |       |  |
|  | Francia                         | 3                               |   |                                 |                                 |       |  |
|  | México                          | 1                               |   |                                 |                                 |       |  |
|  |                                 |                                 |   |                                 |                                 |       |  |
|  |                                 |                                 |   |                                 | 15 de junio - Salon-de-Provence |       |  |
|  |                                 |                                 |   |                                 | Francia                         | 3     |  |
|  |                                 | Arabia Saudita                  | 1 |                                 |                                 |       |  |
|  |                                 |                                 |   |                                 |                                 |       |  |
|  |                                 |                                 |   |                                 |                                 |       |  |
|  |                                 |                                 |   |                                 | Tercer puesto                   |       |  |
|  | 13 de junio - Salon-de-Provence | 13 de junio - Salon-de-Provence |   | 15 de junio - Salon-de-Provence | 15 de junio - Salon-de-Provence |       |  |
|  | Dinamarca                       | 3                               |   | Dinamarca                       | 2                               |       |  |
|  | Arabia Saudita                  | 4                               |   |                                 | México                          | 1     |  |

### Semifinales
| 13 de junio de 2025 | Dinamarca                               | 3:4     | Arabia Saudita                               | Stade d'Honneur Marcel Roustan, Salon-de-Provence |                      |
| 14:00 CEST          | Christensen 20' · Beck 64' · Lyng 90+3' | Reporte | Al-Jaber 4', 53' · Radif 11' · Al-Alaeli 45' | Árbitra: Ermis Çelaj                              | Árbitra: Ermis Çelaj |

| 13 de junio de 2025 | Francia                               | 3:1     | México        | Stade d'Honneur Marcel Roustan, Salon-de-Provence |                     |
| 17:30 CEST          | Leroux 14' · Ngoura 67' · Tabibou 89' | Reporte | Velázquez 48' | Árbitra: Sara Telek                               | Árbitra: Sara Telek |

### Tercer puesto
| 15 de junio de 2025 | Dinamarca            | 2:1     | México      | Stade d'Honneur Marcel Roustan, Salon-de-Provence |                           |
| 14:30 CEST          | Lyng 40' · Parra 83' | Reporte | Sánchez 44' | Árbitra: Alexandra Collin                         | Árbitra: Alexandra Collin |

### Final
| 15 de junio de 2025 | Francia                                    | 3:1     | Arabia Saudita    | Stade d'Honneur Marcel Roustan, Salon-de-Provence |                         |
| 18:00 CEST          | Tabibou 2' · Ngoura 44' (pen.), 58' (pen.) | Reporte | Abdulrahman 90+2' | Árbitra: Emanuela Rusta                           | Árbitra: Emanuela Rusta |

|                             |
| Bandera de Francia          |
| Campeón Francia 14.º título |